# Endochilus cavifrons
Endochilus cavifrons – gatunek chrząszcza z rodziny biedronkowatych i podrodziny Coccinellinae.
Gatunek ten został opisany w 1898 roku przez Juliusa Weise'a.
Chrząszcz o ciele długości od 5,9 do 6,1 mm. Głowa czarna z brązowawymi czułkami i wargą górną. Przedpelcze czarne, bardzo szeroko obrzeżone. Obrzeżenia pokryw szerokie, gęsto i długo oszczecinione. Pokrywy jaskrawoczerwone z czarnymi nasadą, wierzchołkami i obrzeżeniem. Linie zabiodrza na pierwszym widocznym sternicie odwłoka na środku szeroko rozdzielone. U obu płci widoczne 5 sternitów odwłokowych, przy czym u samic krawędź tylna piątego jest słabo obrębiona. Prącie piłkowane przed zagiętym, dziobowatym wierzchołkiem.
Gatunek afrotropikalny, znany tylko z Kamerunu.